# Kenny Mitchell
Pour les articles homonymes, voir Mitchell.
Kenny Mitchell est un boxeur américain né le 7 février 1960 à Stockton, Californie.

## Carrière
Passé professionnel en 1981, il devient champion des États-Unis des poids coqs en 1988 puis le premier champion du monde des super-coqs WBO le 29 avril 1989 en battant Julio Gervacio aux points. Mitchell conserve sa ceinture face à Simon Skosana avant d'être battu par l'italien Valerio Nati le 9 décembre 1989.

## Référence
1. ↑  (en) 1989-09-09 Kenny Mitchell w pts 12 Simon Skosana, Roberto Clemente Stadium, San Juan, Puerto Rico - WBO (boxrec.com)